# Cadillac Northstar LMP-02
Chronologie des modèles
Cadillac Northstar LMP-01
La Cadillac Northstar LMP-02, également orthographiée Cadillac Northstar LMP02 et Cadillac Northstar LMP 02, est une voiture de course homologuée pour courir dans la catégorie LMP900 de l'Automobile Club de l'Ouest. Elle est notamment engagée aux 24 Heures du Mans 2002.

## Création du prototype
Alors que la Cadillac Northstar LMP-01 a été développée sur les bases de la Riley & Scott, la LMP-02 présente de nombreuses différences notables. Si le moteur V8 se subit pas d'évolution majeure, mis à part le remplacement des turbocompresseurs Garett par des turbocompresseurs IHI.
Les trains roulants, ainsi que la coque de la voiture sont développés directement par Cadillac. Ils sont fabriqués à Brackley (Angleterre) et sont assemblés près d'Atlanta, dans la division compétition du constructeur.
En outre, Team Cadillac engagera directement les autos en compétition, l'écurie française DAMS ne sera plus sollicitée pour l'exploitation des voitures en compétition.

## Histoire en compétition

### Début compliqués à Sebring
Le Team Cadillac souhaite évaluer le potentiel de ses nouvelles montures avant les 24 Heures du Mans. Dans cette optique, un engagement aux 12 Heures de Sebring semble évident. L'écurie fait confiance aux mêmes pilotes que l'année prétendante, si ce n'est le remplacement de Marc Goossens en lieu et place de J.J Letho. Le Finlandais épaulera Éric Bernard et Emmanuel Collard à bord de la Cadillac no 7,.
En 2002, elle participe aux 24 Heures du Mans,.